# Postmasburg
Postmasburg est une ville de la province du Cap-Nord en Afrique du Sud, située à environ 170 km à l'est d'Upington.     

## Démographie
Au recensement de 2001, Postmasburg comptait 13 692 habitants et en 2011, elle en comptait déjà 30 089,. 

## Géographie
Postmasburg est situé dans le sud du Kalahari. À l'est de la ville se trouvent les montagnes d'amiante, qui atteignent une altitude de 1 615 m. La ville est située à environ 200 km à l'ouest de Kimberley, 240 km à l'est d'Upington et 67 km au nord de Griekwastad.

## Histoire
De nombreuses traces archéologiques témoignent de la présence du peuple San dans la région, qui déjà en 700 apr. J.-C. a exploité l'hématite brillante et réfléchissante. L'endroit a été fondé après 1833 sous le nom de Sibiling (En langue Tswana : « lieu de la pierre miroir ») comme mission  de la London Missionary Society. Par la suite, les Griquas se sont installés installé dans le lieu et l'ont appelé Blinkklip (falaise brillante). La zone appartenait au Griqualand Ouest, qui a existé jusqu'en 1871. En 1890, le village a été nommé d'après Dirk Postma, le fondateur de l'Église réformée hollandaise. En 1892, Postmasburg a obtenu le statut de ville .
En 1918, des diamants ont été découverts à proximité et sont exploités dans des mines à ciel ouvert. En 1935, la mine est inondée. En 1936, Postmasburg obtient statut de municipalité.

## Économie et transports
La principale source de revenus est l'industrie minière avec l'extraction du minerai de fer et de manganèse, mais aussi des diamants. À Lohatla, à environ 30 km au nord de Postmasburg, se trouve depuis le début des années 1980 le centre d'entraînement aux opérations de combat de l'ancienne force de défense sud-africaine, désormais Forces de défense d’Afrique du Sud. sud-africaine.
Postmasburg est reliée par une ligne de chemin de fer à la ligne Sishen-Saldanha au nord et à Kimberley à l'est. Le minerai de fer extrait in situ est transporté au port de Saldanha.
Plusieurs routes régionales passent par Postmasburg. La R385 et la R325 mènent à la R27 en direction du nord, à l'est la R385 relie Postmasburg à Barkly West (en) et Kimberley par la R31 et au sud-est la R64 à Campbell (en) en traversant Douglas. La R325 mène vers le sud jusqu'à Griekwastad, puis continue comme R313 jusqu'à Prieska et de là comme R386 jusqu'à Carnarvon. À l'ouest la R309 puis la R383 relient Postmasburg à Kenhardt (en).
Un aérodrome non desservi par des vols réguliers (code OACI : FAPT) se trouve au sud-est de la ville.

## Lieux d'intérêt
- L'église a été construite en 1908. Elle est constituée de dolomie bleue, qui a été exploitée à proximité. Une statue de Dirk Postma a également été réalisée en dolomie.
- À proximité se trouve la réserve naturelle de Witsand, qui tire son nom des dunes blanches qui contrastent avec le rouge de l'environnement. Il existe de nombreuses espèces endémiques[6].
- Près de Postmasburg se trouve la mine de diamants de Postmasburg, qui a été inondée.